# Véres Valentin (film, 2001)
A Véres Valentin (eredeti cím: Valentine) 2001-ben bemutatott amerikai-kanadai horrorfilm Jamie Blanks rendezésében. A forgatókönyvet az azonos című regény alapján Gretchen J. Berg, Aaron Harberts, Donna Powers és Wayne Powers készítették. A produkció főbb szerepeiben Denise Richards, David Boreanaz és Marley Shelton. 2001. február 1-jén mutatták be az Egyesült Államokban. Magyarországon videokazettán jelent meg 2001. december 20-án.

## Cselekmény
1988-ban Valentin-napi bált tartanak egy San Franciscó-i középiskolában. Jeremy Melton, a kiközösített tanuló négy népszerű lányt kér fel táncra. Az első három lány, Shelley, Lily és Paige rosszindulatúan és kegyetlenül elutasítják, míg a negyedik lány, Kate udvariasan nemet mond. Gazdag barátnőjük, Dorothy elfogadja Jeremy meghívását, és a lelátó alatt csókolóznak. Amikor az iskola nehézfiúja, Joe Tulga és a haverjai felfedezik őket, Dorothy azt hazudja, hogy Jeremy szexuálisan zaklatta őt. Jeremyt levetkőztetik, és agyonverik annyira, hogy elered az orra vére. Jeremy-t később kicsapják, és javítóintézetbe kerül, mikor a három lány hamisan tanúskodik Dorothy vádjaira. 
Tizenhárom évvel később, 2001-ben Joe és társai ismeretlen körülmények között meghalnak. Shelley, aki most orvostanhallgató a UCLA-n, egy este a hullaházban tanul az orvosi vizsgájára. Miután egy fenyegető Valentin-napi üdvözlőlapot talál a szekrényében, megtámadja egy Ámor-maszkot viselő idegen, és elvágják a torkát. A gyilkos orra vérzik, amíg a nő haldoklik. Shelley temetésén Kate-et, Lilyt, Paige-et és Dorothyt kihallgatják. Bevallják, hogy egy ideje nem látták a lányt, miután San Franciscóból Los Angelesbe költözött. Paige, Lily és Dorothy ezt követően fenyegető Valentin-kártyákat kapnak, mindegyik "JM" aláírással. Lily egy doboz csokoládét is kap, amelyről kiderül, hogy tele van kukacokkal. 
Amikor a lányok részt vesznek Lily művész barátjának, Maxnek a kiállításán. Lily eltéved a kiállításon, és a gyilkos nyilakkal üldözi, amíg a nő több emeletet zuhanva egy kukába nem esik. A rendőrség Jeremy Meltonra gyanakszik, akinek szülei meghaltak a házukban kiütő tűzben. Kate azonban hiába keres bármi régebbi információt a férfiról, semmit sem talál. Dorothy bevallja Kate-nek és Paige-nek, hogy hazudott Jeremyvel kapcsolatban, hogy elkerülje a szégyent. Eközben Kate szomszédja, Gary betör a lakásába, hogy ellopja a fehérneműjét. A gyilkos tetten éri Garyt, és egy forró vasalóval megüti, majd a tárggyal brutálisan agyonveri.
Valentin-nap közeledtével Dorothy partit szervez a családja birtokán. A parti reggelén a gyilkos egy baltával meggyilkolja Campbellt a pincében, és Paige-dzsel is végez a jakuzziban. Áramkimaradás miatt a parti megszakad, Dorothy és Kate pedig próbálnak rájönni a gyilkos kilétére. Míg Kate Campbellre gyanakszik, Dorothy Kate barátját, Adamet vádolja, aki újságíró. Miután Max közli velük, hogy Lily nem érkezett meg Los Angelesbe, Kate úgy véli, valószínűleg ő is meghalt. A nő értesíteni próbálja Vaughn nyomozót az ügyről, mikor felfedezi a levágott fejét a tóban. Kate meg van győződve arról, hogy Adam Jeremy, aki az arcműtét után felismerhetetlenné vált, és visszamegy a házba, ahol Adam már várja őt. Kate elmenekül, de belebotlik az Ámor-maszkos gyilkosba, akivel lezúgnak a lépcsőn. Mire felkelne az idegen, Adam lelövi, és felfedi, hogy Dorothy az.
Miközben Kate és Adam várják a rendőrség érkezését, Adam orra vérezni kezd, és kiderül, hogy ő Jeremy Melton (és egyben a tényleges gyilkos, aki kiütötte Dorothyt és jelmezbe öltöztette), aki mindent megrendezett, hogy tönkretegye Dorothy hírnevét és bosszút álljon.

## Szereplők
| Szerep                | Színész          | Magyar hangja    |
| --------------------- | ---------------- | ---------------- |
| Paige Prescott        | Denise Richards  | Bognár Gyöngyvér |
| Adam Carr             | David Boreanaz   | Kálid Artúr      |
| Kate Davies           | Marley Shelton   | Zsigmond Tamara  |
| Dorothy Wheeler       | Jessica Capshaw  | Balázsovits Edit |
| Lily Voight           | Jessica Cauffiel | Madarász Éva     |
| Shelley Fisher        | Katherine Heigl  | Oroszlán Szonja  |
| Ruthie Walker         | Hedy Burress     | Létay Dóra       |
| Leon Vaughn felügyelő | Fulvio Cecere    | Csuja Imre       |
| Campbell Morris       | Daniel Cosgrove  | Rajkai Zoltán    |
| Max Raimi             | Johnny Whitworth | n.a              |
| Brian                 | Woody Jeffreys   | Welker Gábor     |
| Jason Marquette       | Adam Harrington  | Schmied Zoltán   |
| Gary Taylor           | Claude Duhamel   | Görög László     |

## Fogadtatás

### Kritikai visszhang
A film nem váltott ki nagy örömöt a kritikusokban. A Rotten Tomatoeson 11%-os minősítést ért el 79 értékelés alapján, az összefoglaló szerint: „A Véres Valentin alapvetően a hagyományos, a Sikoly előtti slasher-filmek formanyelvét követi. A kritikusok szerint nem kínál elég feszültséget vagy ijedelmet ahhoz, hogy indokolttá tegye a műfajhoz való csatlakozását.” Elvis Mitchell a New York Timestól azt írta: „Amikor már alig lehet hallani a párbeszédet, mert a közönség röhög, egyértelmű, hogy a Véres Valentin még a maga szűkös feltételeivel sem működik.” Owen Gleiberman az Entertainment Weeklytől azt írta: „Egyetlen ijesztő vagy fantáziadús pillanatot sem tartalmaz.”
A MetaCriticen 18 pontot ért el a 100-ból 17 vélemény alapján. Kevin Thomas a Los Angeles Timestól azt írta: „Egy okos, stílusos horrorfilm, amely friss csavart kínál a mindig megbízható bosszú témájához, és egy sor tehetséges fiatal színésznek nyújt szilárd szerepeket, amelyek jó színben tüntetik fel őket.” Jay Carr a Boston Globe-tól azt írta: „A forgatókönyv, a színészi játék és az operatőri munka sivár, közvetlenül tévére készült minősége ebben a legújabb bejegyzésben úgy tűnt, hogy több ásítást vált ki, mint sikolyt, és nem kevés csicsergést.”

### Bevétel adatai
A Box Office Mojo szerint a film nyereséges volt. A 29 millió dolláros költségvetésre 36,6 millió dolláros bevételt ért el.